# Night in the Woods
『Night in the Woods』（ナイト・イン・ザ・ウッズ）は、Finjiより発売された1人プレイ用のインディーアドベンチャーゲーム。ゲームデザイナーのアレック・ホロウカとアニメーター/イラストレーターのスコット・ベンソンによって設立されたカナダのゲーム会社・Infinite Fallが開発した。また、オーストラリアのゲーム開発会社・Secret Labはダイアログエンジン「Yarn Spinner」を手がけ、画像圧縮システムを使ったモバイル版の制作も担当している。

## 概要
本作に登場するキャラクターは動物の姿でありながらリアルな人間の感情が描かれており、アメリカのエンターテインメント雑誌・Pasteは、"心の病や抑鬱、中流・下層階級の淀み、そしてゆっくりと終わりを迎えるアメリカの小さな町"を内包したテーマだと述べている。架空の田舎町・ポッサムスプリングスに帰郷し、実家の屋根裏部屋に住まう一人っ子のねこ・メイを中心に物語が展開する。彼女の友人であるたばこを吸っているクロコダイルのビー、とても活発なきつねのグレッグとその彼氏のくまのアンガスをも巻き込み、炭鉱が閉鎖してからここ10年間の町に隠されたおぞましい秘密に立ち向かうことになる。
走ったりジャンプしたりと、プレイヤーはメイとしてポッサムスプリングスを探検する。ホロウカは"ゲーム性重視"よりも"物語中心"のプレイ体験だと述べている一方、ベンソンは"探検して、会話して、見て、さわる"ことがプレイヤーにとって鍵になる動作だと述べている。プレイヤーはストーリー進行に影響する決断をするが、ベンソンは「それはむしろ『あなたがこの人物（メイ）とどう過ごすか？』に近い」「その人物はこのゲームの結末のようにあなたのことは知らないかもしれないけれど、この人物はあなたと同じ時を過ごすし、あなたはそれらのストーリーラインを見に行くでしょう」と述べている。
本作品はクラウドファンディングプラットフォームのKickstarterを通して資金が集められ、最終的に目標金額である50000米ドルの400％以上の金額が集まった。その後、2017年2月21日のMicrosoft Windows・macOS・Linux・PlayStation 4での配信を皮切りに、同年12月13日にはXbox One版が、翌年2月1日にはNintendo Switch版が配信され、iOS版リリースも予定している。また、Nintendo SwitchおよびPlayStation 4向けに限定生産でのパッケージ版の発売予定もある。一方、日本語版はPLAYISMがローカライズ・発売元を担当し、2019年3月28日にPlayStation 4版およびNintendo Switch版が、同年4月1日にFinjiよりSteam版が販売開始された。
本作のローンチに先駆けて配信された姉妹短編が2作存在する。2013年12月にホロウカ、ベンソン、共同脚本のベサニー・ハケンベリによって『Longest Night』が、2014年12月には2つ目の短編『Lost Constellation』がリリースされた。2017年12月13日には、上述の短編2作品や新曲などを追加した完全版『Weird Autumn edition』への無料アップデートをPC、macOS、Linux、PlayStation 4およびXbox One向けに配信した。

## ストーリー
20歳のマーガレット・“メイ”・ボロウスキは大学を中退して故郷のポッサムスプリングスに戻ってくると、炭鉱の閉鎖や不景気にみまわれる。彼女は3人の旧友、知的で憂いをはらんだベアトリス・“ビー”・サンテロ、とても活発でトラブルメイカーなアナーキストのグレゴリー・“グレッグ”・リー、そしてその彼氏の物静かで慎ましいアンガス・ディレニーに再会する。また、旧友の一人であるケイシー・ハートレイが不可解な失踪を遂げたことを知る。
メイはポッサムスプリングでの生活と旧友たちとの時間に日々を費やすが、次第に奇妙で鮮明な夢をみるようになる。ハロウィンフェスティバルの日、町で謎の人影によってティーネイジャーがさらわれるところを目撃する。日々の夢にゆっくりと精神を悪化させられながらも、4人は共にその人影の行方を捜索する。徹底した捜索の後、4人は森の中でマントをした人影の奇妙な集団に偶然出くわし、彼らはメイたちにつきまとう。終いにメイは倒れ昏睡状態に陥る。
結果的に目を覚まし友人たちの元へ戻ったメイは、自身が人々や世界から切り離されていっているように感じ、全てがただの形に見えることが中退の理由であると明らかにする。ゲーム全体にわたって彼女が描く日誌は、6年前にソフトボールバットで学校の生徒を殴った結果解離性の発作を起こし、その後医者から自身の感情を書きとめるよういわれたためである。この出来事が原因で町の人々は彼女を警戒し、家族へ経済的にも精神的にも負担をかけることとなった。大学で病状が悪化したのと時を同じくして、メイは家に帰る強い意志を奮い起こし、ポッサムスプリングスに帰ることが普通に戻る手助けになると願う。
まだ傷つきながらも、メイは自分達につきまとってきた謎の集団を見つけようとひとりで森に乗り出そうと決心するが、グレッグ、ビー、アンガスはそれを拒む。そして4人は鉱山に入り込むと謎の集団と対峙し、それらがカルト教であることが明らかになる。カルト集団はケイシーを含む何人かの市民を誘拐しており、ポッサムスプリングスの景気の安定と引き換えに社会の役に立たないとみなした市民をさらい、鉱山の中で地下の神々へ生贄を捧げていることが判明する。カルトのリーダーは4人に対し、ここから立ち去り自身らのことを絶対に口外しないよう脅す一方、カルト集団のメンバーの一人がエレベーターに乗りながらメイを殺そうと試みる。3人はメイを助けるためにエレベーターを落として鉱山を崩壊させ、おそらくカルトを地下へ閉じ込めることに成功する。
物語の終盤プレイヤーのふれあい次第では、メイはビーとグレッグのどちらかと前の晩の出来事やポッサムスプリングスで起きた全てのことについて話す。他の2人が間もなく会話に加わるとメイは、この全員がきっと良くも悪くも続く人生に適応し成長してしまうけれど、今一緒にいる時間を楽しむことはまだまだできると伝える。4人は当分の間それぞれの問題のことは忘れ、バンド練習をしてゲームは幕を閉じる。

## 開発
今作は2013年10月22日にクラウドファンディングサイト・Kickstarter上で発表された。ホロウカとベンソンの設定した目標金額50,000米ドルにはわずか26時間で達し、最終的には200,000米ドル以上も集まった。また追加のファンディングによって、アニメーターのチャールズ・ハットナーとゲーム開発者のアダム・サルツマンも制作に加わった。ベンソンはバッカー (支援者) が増え、ストレッチゴール (目標金額よりもさらに上の金額) をよりいっそう増額できるだろうと考えていたが、Infinite Fallはスコープ・クリープを避けるため、ストレッチゴールの金額を制限した。ベンソンは「Night in the Woods」での制作に多大な影響をもたらした人物として、漫画家のクリス・ウェアとマイク・ミニョーラ、芸術家のメアリー・ブレア、作家のフラナリー・オコナー、児童文学作家のリチャード・スカーリーの名をあげている。
2017年10月には、Secret Labによってモバイルデバイスに対応すること、仮のリリース日が2018年であることが発表された。2018年1月、「Weird Autumn」の追加コンテンツを含む完全版がNintendo Switch向けに翌月リリースされることが発表された。

### サウンドトラック
2017年3月9日にBandcamp上で3枚のサウンドトラックアルバムがリリースされた。ホロウカは今作の楽曲制作にあたって、アメリカのインディーロックバンド・DIIVに大きく影響されたことを語っている。

## 評価
本作は非常に好意的な批評がなされている。レビュー集積サイトのMetacriticでは、PS4版が15レビュー中平均87点、PC版が30レビュー中平均88点 を獲得しており、主にシナリオとキャラクターが評価されている。『Zero Punctuation』のBen "Yahtzee" Crosshawは本作と『ゴーストリコン ワイルドランズ』のレビューに飽き、途中で本作のレビューを挟み、本作に対して、「チェツクする価値のあるゲーム」「力強いシナリオの作品」と賞賛したが、ゲームのテンポとトーンへの疑念も述べている。
また、Polygonで2017年のベストゲーム50作品中23位にランクインしたのに対し、Eurogamerでは2017年のトップゲーム50作品中13位に、GamesRadar+では2017年のベストゲーム25作品中17位にランクインした。PC Gamerの2017年ゲーム・オブ・ザ・イヤーではコメディーゲーム賞 "Best Comedy Game" にノミネートし、IGNではアドベンチャーゲーム賞 "Best Adventure Game" に選ばれた一方、アートディレクション賞 "Best Art Direction"、ストーリー賞 "Best Story"、オリジナル音楽賞 "Best Original Music" にもノミネートした。Giant Bombではキャラクターの配役を評価する賞 "Best Cast of Characters" に選ばれ、新作賞 "Best Debut"、ストーリー賞 "Best Story"、ゲーム・オブ・ザ・イヤーのそれぞれにおいても二着となった。また、Game Informerのアドベンチャー部門においてもダイアログ賞 "Best Dialogue" に選出された上、メイがキャラクター賞 "Best Character" に選ばれた。その以前にも、Unityアワード2017では2Dビジュアル賞 "Best 2D Visuals" および総合優勝 "Golden Cube" を獲得しており、PC/家庭用ゲーム賞 "Best Desktop/Console Game" にもノミネートした。
2018年にはIndependent Games Festivalでグランプリ "Seumas McNally Grand Prize" と優秀な物語 "Excellence in Visual Art " に選ばれ、優秀ビジュアルアート "Excellence in Narrative" にもノミネートした。

### 受賞
| 年   | 賞                                                    | 部門/ノミネート                                  | 結果       | 出典          |
| ---- | ----------------------------------------------------- | ------------------------------------------------ | ---------- | ------------- |
| 2017 | SXSW Gamer's Voice Awards 2017                        | ゲーマーの声 (シングルプレイヤー)                | ノミネート | [ 44 ]        |
| 2017 | Golden Joystick Awards                                | ストーリーテリング賞                             | ノミネート | [ 45 ] [ 46 ] |
| 2017 | Golden Joystick Awards                                | ビジュアルデザイン賞                             | ノミネート | [ 45 ] [ 46 ] |
| 2017 | Golden Joystick Awards                                | インディーゲーム賞                               | ノミネート | [ 45 ] [ 46 ] |
| 2017 | Golden Joystick Awards                                | ブレイクスルー Infinite Fall                     | ノミネート | [ 45 ] [ 46 ] |
| 2017 | The Game Awards 2017                                  | 印象的なゲーム                                   | ノミネート | [ 47 ]        |
| 2017 | The Game Awards 2017                                  | インディーゲーム賞                               | ノミネート | [ 47 ]        |
| 2018 | 21st Annual D.I.C.E. Awards                           | ストーリーにおける優れた達成                     | ノミネート | [ 48 ]        |
| 2018 | 21st Annual D.I.C.E. Awards                           | DICEスプライト賞                                 | ノミネート | [ 48 ]        |
| 2018 | National Academy of Video Game Trade Reviewers Awards | 現代的なアートディレクション                     | ノミネート | [ 49 ] [ 50 ] |
| 2018 | National Academy of Video Game Trade Reviewers Awards | コメディ脚本                                     | 受賞       | [ 49 ] [ 50 ] |
| 2018 | SXSWゲーム賞 2018                                     | 最も有望な知的財産                               | ノミネート | [ 51 ] [ 52 ] |
| 2018 | SXSWゲーム賞 2018                                     | 最も達成度の高かったクラウドファンディングゲーム | 受賞       | [ 51 ] [ 52 ] |
| 2018 | SXSWゲーム賞 2018                                     | 優秀物語                                         | ノミネート | [ 51 ] [ 52 ] |
| 2018 | SXSWゲーム賞 2018                                     | マシュー・クランプ文化イノベーション賞           | ノミネート | [ 51 ] [ 52 ] |
| 2018 | SXSWゲーム賞 2018                                     | 年間流行ゲーム                                   | ノミネート | [ 51 ] [ 52 ] |
| 2018 | Independent Games Festival Competition Awards         | グランプリ (Seumas McNally Grand Prize)          | 受賞       | [ 53 ] [ 54 ] |
| 2018 | Independent Games Festival Competition Awards         | 優秀ビジュアルアート                             | ノミネート | [ 53 ] [ 54 ] |
| 2018 | Independent Games Festival Competition Awards         | 優秀物語                                         | 受賞       | [ 53 ] [ 54 ] |
| 2018 | ゲーム・デベロッパーズ・チョイス・アワード            | 新作賞 Infinite Fall                             | ノミネート | [ 55 ] [ 56 ] |
| 2018 | ゲーム・デベロッパーズ・チョイス・アワード            | 物語賞                                           | ノミネート | [ 55 ] [ 56 ] |
| 2018 | ゲーム・デベロッパーズ・チョイス・アワード            | ビジュアルアート賞                               | ノミネート | [ 55 ] [ 56 ] |
| 2018 | 第14回 BAFTA Games Awards                             | 新作賞                                           | ノミネート | [ 57 ] [ 58 ] |
| 2018 | 第14回 BAFTA Games Awards                             | 娯楽を超越したゲーム                             | ノミネート | [ 57 ] [ 58 ] |
| 2018 | 第14回 BAFTA Games Awards                             | 物語賞                                           | 受賞       | [ 57 ] [ 58 ] |
| 2018 | 第14回 BAFTA Games Awards                             | 独自的な知的財産                                 | ノミネート | [ 57 ] [ 58 ] |